# Silvio Ezequiel Romero
Silvio Ezequiel Romero (Córdoba, Argentina; 22 de julio de 1988) es un futbolista argentino que juega como delantero y actualmente se encuentra sin equipo.

## Trayectoria

### Instituto
Se inició en Instituto y debutó profesionalmente a los 17 años. Allí jugó durante cinco temporadas, marcó 32 goles y permaneció hasta 2010. 

### Lanús
Rápidamente afianzado en su nuevo destino, fue una de las figuras del equipo en la obtención del subcampeonato local en el Torneo Clausura 2011. Luego de cumplir más de 100 partidos y convertir 31 goles, fue cedido hasta mediados de 2014 a Stade Rennais, donde jugó 14 partidos y convirtió dos goles.
Al regresar al Lanús, participó en todos los encuentros del Torneo Transición 2014 con su equipo, convirtiéndose en el máximo goleador de la competición con 11 conquistas.

### Jaguares de Chiapas
En 2015 fue presentado en Jaguares de Chiapas, que pagó cerca de 2.7 millones de dólares por la mitad de su pase. Si bien en su primera temporada no rindió de la manera esperada, en su segundo ciclo marcó 18 goles y repartió 11 asistencias en 36 partidos.

### América
El 8 de junio de 2016 se confirma su fichaje en el draft de la Liga MX al Club América, por 8 millones de dólares, para el Apertura 2016. 
En su debut oficial con el club durante el Apertura 2016 frente a Jaguares -su exequipo-, Romero marcó un tanto a los 89 minutos de juego, sellando así un 2-0 a favor de las Águilas. 
El 6 de agosto de 2016 en el Apertura 2016 durante la jornada 4, le marcó dos goles al Veracruz en un partido donde el América perdía 2-0 y terminó ganando 4-2.

### Independiente
A comienzos de 2018, se concreta la vuelta de Romero al fútbol argentino. Más precisamente al Club Atlético Independiente, que pagó 4.200.000 USD por el 70 % del pase.
El 8 de agosto del mismo año obtendría su primer título con el club consagrándose campeón de la Copa Suruga Bank, y anotando el gol que le daría la victoria a Independiente.
Con el correr de los partidos, Silvio Romero se fue afianzando en el equipo, lo que lo llevó a convertir varias anotaciones en diversos torneos (Copa Argentina, Sudamericana y Superliga)
En el segundo semestre del año 2019, logró su mejor versión como jugador de Independiente y convirtió 13 goles en 19 partidos jugados.
En 2020 disminuye su rendimiento, al igual que el de todo el equipo que en su momento era dirigido por Lucas Pusineri, pero siguió siendo el goleador del equipo. Actualmente, Romero es el máximo goleador de Independiente en torneos internacionales con 12 tantos.
En 2021, con el despido de Pusineri como DT y con la llegada de Julio César Falcioni como nuevo entrenador, Silvio seguiría siendo el capitán y máximo referente del equipo de avellaneda.
En 2022, tras un campeonato complicado para Independiente a nivel tanto futbolístico como dirigencial, el "chino" fue dado en préstamo al equipo Fortaleza Esporte Clube por 1 año con opción de compra.
En Brasil, por ahora, ganó un título cearense y una Copa Nordeste y además de haber ayudado mucho al equipo con varios goles.

## Estadísticas

### Clubes
Actualizado hasta su último partido disputado el 28 de abril de 2025.
| Club                           | Div.          | Temporada     | Liga  | Liga  | Liga   | Estatal | Estatal | Estatal | Copas nacionales | Copas nacionales | Copas nacionales | Torneos internacionales | Torneos internacionales | Torneos internacionales | Total | Total | Total  | Media goleadora |
| Club                           | Div.          | Temporada     | Part. | Goles | Asist. | Part.   | Goles   | Asist.  | Part.            | Goles            | Asist.           | Part.                   | Goles                   | Asist.                  | Part. | Goles | Asist. | Media goleadora |
| ------------------------------ | ------------- | ------------- | ----- | ----- | ------ | ------- | ------- | ------- | ---------------- | ---------------- | ---------------- | ----------------------- | ----------------------- | ----------------------- | ----- | ----- | ------ | --------------- |
| Instituto de Córdoba Argentina | 1.ª           | 2005-06       | 7     | 0     | 0      | —       | —       | —       | —                | —                | —                | —                       | —                       | —                       | 7     | 0     | 0      | 0.00            |
| Instituto de Córdoba Argentina | 2.ª           | 2006-07       | 7     | 0     | 0      | —       | —       | —       | —                | —                | —                | —                       | —                       | —                       | 7     | 0     | 0      | 0.00            |
| Instituto de Córdoba Argentina | 2.ª           | 2007-08       | 14    | 3     | 0      | —       | —       | —       | —                | —                | —                | —                       | —                       | —                       | 14    | 3     | 0      | 0.21            |
| Instituto de Córdoba Argentina | 2.ª           | 2008-09       | 29    | 10    | 0      | —       | —       | —       | —                | —                | —                | —                       | —                       | —                       | 29    | 10    | 0      | 0.34            |
| Instituto de Córdoba Argentina | 2.ª           | 2009-10       | 38    | 12    | 5      | —       | —       | —       | —                | —                | —                | —                       | —                       | —                       | 38    | 12    | 5      | 0.32            |
| Instituto de Córdoba Argentina | 1.ª           | 2024          | 12    | 1     | 0      | —       | —       | —       | 12               | 0                | 1                | —                       | —                       | —                       | 24    | 1     | 1      | 0.04            |
| Instituto de Córdoba Argentina | 1.ª           | 2025          | 8     | 0     | 0      | —       | —       | —       | 1                | 0                | 0                | —                       | —                       | —                       | 9     | 0     | 0      | 0.00            |
| Instituto de Córdoba Argentina | Total club    | Total club    | 115   | 26    | 5      | 0       | 0       | 0       | 13               | 0                | 1                | 0                       | 0                       | 0                       | 128   | 26    | 6      | 0.20            |
| C. A. Lanús Argentina          | 1.ª           | 2010-11       | 33    | 12    | 2      | —       | —       | —       | —                | —                | —                | —                       | —                       | —                       | 33    | 12    | 2      | 0.36            |
| C. A. Lanús Argentina          | 1.ª           | 2011-12       | 36    | 3     | 1      | —       | —       | —       | 1                | 0                | 0                | 8                       | 1                       | 2                       | 45    | 4     | 3      | 0.09            |
| C. A. Lanús Argentina          | 1.ª           | 2012-13       | 32    | 13    | 0      | —       | —       | —       | 1                | 1                | 0                | —                       | —                       | —                       | 33    | 14    | 0      | 0.42            |
| C. A. Lanús Argentina          | 1.ª           | 2013-14       | 4     | 0     | 3      | —       | —       | —       | —                | —                | —                | 1                       | 1                       | 0                       | 5     | 1     | 3      | 0.20            |
| C. A. Lanús Argentina          | 1.ª           | 2014          | 19    | 11    | 4      | —       | —       | —       | —                | —                | —                | 3                       | 0                       | 0                       | 22    | 11    | 4      | 0.50            |
| C. A. Lanús Argentina          | Total club    | Total club    | 124   | 39    | 10     | 0       | 0       | 0       | 2                | 1                | 0                | 12                      | 2                       | 2                       | 138   | 42    | 12     | 0.30            |
| Stade Rennais F. C. Francia    | 1.ª           | 2013-14       | 11    | 2     | 0      | —       | —       | —       | 3                | 1                | 0                | —                       | —                       | —                       | 14    | 3     | 0      | 0.19            |
| Stade Rennais F. C. Francia    | Total club    | Total club    | 11    | 2     | 0      | 0       | 0       | 0       | 3                | 1                | 0                | 0                       | 0                       | 0                       | 14    | 3     | 0      | 0.19            |
| Jaguares de Chiapas · México   | 1.ª           | C-2015        | 11    | 1     | 0      | —       | —       | —       | 5                | 2                | 0                | —                       | —                       | —                       | 16    | 3     | 0      | 0.19            |
| Jaguares de Chiapas · México   | 1.ª           | 2015-16       | 36    | 18    | 11     | —       | —       | —       | —                | —                | —                | —                       | —                       | —                       | 36    | 18    | 11     | 0.50            |
| Jaguares de Chiapas · México   | Total club    | Total club    | 47    | 19    | 11     | 0       | 0       | 0       | 5                | 2                | 0                | 0                       | 0                       | 0                       | 52    | 21    | 11     | 0.40            |
| Club América · México          | 1.ª           | 2016-17       | 36    | 12    | 4      | —       | —       | —       | 8                | 5                | 0                | 3                       | 2                       | 0                       | 47    | 19    | 4      | 0.40            |
| Club América · México          | 1.ª           | A-2017        | 17    | 3     | 3      | —       | —       | —       | 8                | 3                | 0                | —                       | —                       | —                       | 25    | 6     | 3      | 0.24            |
| Club América · México          | Total club    | Total club    | 53    | 15    | 7      | 0       | 0       | 0       | 16               | 8                | 0                | 3                       | 2                       | 0                       | 72    | 25    | 7      | 0.35            |
| C. A. Independiente Argentina  | 1.ª           | 2017-18       | 9     | 1     | 1      | —       | —       | —       | —                | —                | —                | 6                       | 0                       | 1                       | 15    | 1     | 2      | 0.07            |
| C. A. Independiente Argentina  | 1.ª           | 2018-19       | 19    | 4     | 3      | —       | —       | —       | 4                | 3                | 1                | 8                       | 5                       | 1                       | 31    | 12    | 5      | 0.39            |
| C. A. Independiente Argentina  | 1.ª           | 2019-20       | 20    | 12    | 0      | —       | —       | —       | 4                | 1                | 0                | 5                       | 2                       | 0                       | 29    | 15    | 0      | 0.52            |
| C. A. Independiente Argentina  | 1.ª           | 2020-21       | —     | —     | —      | —       | —       | —       | 10               | 3                | 1                | 5                       | 4                       | 1                       | 15    | 7     | 2      | 0.47            |
| C. A. Independiente Argentina  | 1.ª           | 2021          | 25    | 10    | 0      | —       | —       | —       | 13               | 4                | 2                | 4                       | 2                       | 0                       | 42    | 16    | 2      | 0.38            |
| C. A. Independiente Argentina  | Total club    | Total club    | 73    | 27    | 4      | 0       | 0       | 0       | 31               | 11               | 4                | 28                      | 13                      | 3                       | 132   | 51    | 11     | 0.39            |
| Fortaleza E. C. · Brasil       | 1.ª           | 2022          | 30    | 2     | 3      | 15      | 5       | 0       | 5                | 3                | 1                | 7                       | 4                       | 1                       | 57    | 14    | 5      | 0.25            |
| Fortaleza E. C. · Brasil       | 1.ª           | 2023          | 17    | 2     | 1      | 13      | 4       | 0       | 3                | 0                | 0                | 9                       | 3                       | 0                       | 42    | 9     | 1      | 0.21            |
| Fortaleza E. C. · Brasil       | Total club    | Total club    | 47    | 4     | 4      | 28      | 9       | 0       | 8                | 3                | 1                | 16                      | 7                       | 1                       | 99    | 23    | 6      | 0.23            |
| Total carrera                  | Total carrera | Total carrera | 470   | 132   | 41     | 28      | 9       | 0       | 78               | 26               | 6                | 59                      | 24                      | 6                       | 635   | 191   | 53     | 0.30            |
| 1. 2. 3. 4.                    |               |               |       |       |        |         |         |         |                  |                  |                  |                         |                         |                         |       |       |        |                 |

## Palmarés

### Campeonatos regionales
| Título              | Club            | Estado   | Año  |
| ------------------- | --------------- | -------- | ---- |
| Campeonato Cearense | Fortaleza E. C. | Ceará    | 2022 |
| Copa do Nordeste    | Fortaleza E. C. | Nordeste | 2022 |
| Campeonato Cearense | Fortaleza E. C. | Ceará    | 2023 |

### Campeonatos internacionales
| Título            | Club                | Sede  | Año  |
| ----------------- | ------------------- | ----- | ---- |
| Copa Sudamericana | C. A. Lanús         | Lanús | 2013 |
| Copa Suruga Bank  | C. A. Independiente | Osaka | 2018 |

### Distinciones individuales
| Distinción                                                    | Año  |
| ------------------------------------------------------------- | ---- |
| Máximo goleador del Campeonato de Primera División (11 goles) | 2014 |
| 11 Ideal de la Copa Sudamericana                              | 2019 |
| Máximo goleador de la Copa Sudamericana (5 goles)             | 2019 |
| Máximo goleador del Campeonato de Primera División (12 goles) | 2020 |

## Redes Sociales Oficiales
- Facebook Oficial Chino Romero
- Instagram Oficial Chino Romero